# صيغة الفعل (لغة إنجليزية)
في اللغويات، «صيغة الفعل» هي مصطلح يستخدم للإشارة إلى مختلف أشكال الأفعال في اللغات. في اللغة الإنجليزية يشير إلى استخدام الفعل في شكل ينتهي ب ing كاسم، كلمة "learning" على سبيل المثال في الجملة " Learning is an easy process for some" هي اسم.

## أسماء المصدر في اللغة الإنجليزية
في اللغة الإنجليزية، صيغة الفعل هي شكل مطابق للنعت الحالي الذي ينتهي ب ing، ويمكن أن يتصرف كفعل في جملة بحيث يمكن تعديله من قبل الظرف أو أمتلاكة لمفعول ولكن الجمل ككل أحيانا تتكون من كلمة واحدة فقط، وصيغة الفعل في حد ذاته تعمل كاسم|الظرف أو أمتلاكة لمفعول ولكن الجمل ككل أحيانا تتكون من كلمة واحدة فقط، وصيغة الفعل في حد ذاته تعمل كاسم داخل الجملة الأكبر. على سبيل المثال: Editing this article is easy
في "Editing this article " (على الرغم من أن هذا معروف تقليديا باعتباره جملة، ويشار إليها باعتبارها non finite clause في اللغويات الحديثة)، وكلمة "Editing" تتصرف كفعل؛ وعبارة "this article" هي مفعول ذلك الفعل و"Editing this article " بمثابة جملة اسمية داخل الجملة ككل، على الرغم من أنه فاعل للفعل "is".
ومن الأمثلة الأخرى لصيغة الفعل:
- I like swimming (حيث جائت هنا مفعول مباشر)
- swimming is fun حيث جاء هنا (فاعل)

### أنماط الفعل مع صيغة الفعل
الأفعال التي غالبا ما يتبعها صيغة الفعل تشمل appreciate, avoid, carry on, consider, contemplate, delay, deny, detest, dislike, enjoy, escape, fancy, feel, finish, give, hear, imagine, include, justify, listen to, mention, mind, miss, notice, observe, perceive, postpone, practice, quit, recall, report, resent, resume, risk, see, sense, sleep, stop, suggest, tolerate and watchhear, imagine, include ,describe.admit, adore, anticipate
بالإضافة إلى ذلك، غالبا ما تكون هناك حروف جر تليها صيغة الفعل.
على سبيل المثال:
- I quit smoking
- We postponed making any decision
- After two years of deciding, we finally made a decision
- We heard whispering
- They denied having avoided me
- He talked me into coming to the party
- They frightened her out of voicing her opinion
- Touching a Goddess

#### الأفعال التي تليها صيغة الفعل المضاف لة ing أو صيغة المصدر
مع تغيير طفيف في المعنى
begin, continue, start; hate, like, love, prefer 
مع أن أفعال hate, like, love, and prefer عادة ما تكون متبوعة بصيغة المصدر.
- I would like to work there(أإكثر استخداما من working)

وفي هذه الأمثلة، إذا كان فاعل الفعل not{0 فان فاعل الفعل الثاني، يجب أنة يكون مضاف لة ing (بدلا من صيغة المصدر).
فلو واحد شاهد المباريات الرياضية على شاشة التلفزيون، على سبيل المثال، يمكن للمرء أن يتفاعل مع البرامج فقط على النحو التالي:
- I enjoy boxing
- I am ambivalent to swimming
- I love golfing

مع تغيير في المعنى
dread and hate
هذه الأفعال تليها صيغة المصدر، عندما نتحدث بالصيغة الشرطية (عادة عند استخدام التفكير)، ولكن من خلال الفعل المضاف لة ing عندما نتحدث عن الشء بشكل عام
- I dread / hate to think what she will do.
- I dread / hate seeing him

forget and remember
عند ما تستخدم هذه المعاني في الحديث عن المستقبل من وقت معين، نستخدام صيغة المصدر، ولكن عندما ننظر إلى الوراء في الوقت المناسب، نستخدم الفعل مضافا الية ing.
- She forgot to tell me her plans (وقالت إنها لم تقل لي، على الرغم من أنها كان ينبغي عليها ذلك.)
- She forgot telling me her plans (قالت لي، ولكن بعد ذلك نسيت أنها فعلت ذلك.)
- I remembered to go to work (تذكرت أنني بحاجة إلى الذهاب إلى العمل، وهكذا فعلت.)
- I remembered going to work (تذكرت أنني ذهبت للعمل.)

cannot bear
- I cannot bear to see you suffer like this (أنت تعاني الآن.)
- I cannot bear being pushed around in crowds لاأحب هذا على الإطلاق

go on
- After winning the semi-finals, he went on to play in the finals (أكمل الدور نصف النهائي في وقت لاحق، ولعب في نهائيات كأس العالم.)
- He went on giggling, not having noticed the teacher enter (واصل القيام بذلك.)

mean
- I did not mean to scare you off (لم أكن أنوي الخوف منك)
- Taking a new job in the city meant leaving behind her familiar surroundings (وإذا لو أخذت هذه المهمة، فإنها يجب أن تترك وراءها محيطها المألوف.)

advise, recommend and forbid
هولاء تليهم صيغة المصدر عندما يكون هناك فاعل، ولكن من خلال الفعل المضاف لة ing على خلاف ذلك.
- The police advised us not to enter the building, for a murder had occurred (us هو فاعل النصيحة.)
- The police advised against our entering the building our تستخدم لإدخال الفعل المضاف الية ing

consider, contemplate and recommend
هذه الأفعال تليها صيغة المصدر فقط في المبنى للمجهول  أو مع ضمير الفاعل.
- People consider her to be the best. – She is considered to be the best
- I am considering sleeping over, if you do not mind.

regret:
- We regret to inform you that you have failed your exam(صيغة مهذبة وأكثر رسمية من الاعتذار)
- I very much regret saying what I said (كنت أتمنى أن لا أقولة)

try
عندما يستخدم صيغة المصدر، يكون الفاعل مظهر لبذل جهد في شيء ما، أو السعي إلى محاولة القيام بشيء ما. وإذا استخدام الفعل المضاف الية ing يكون الفاعل مظهر في محاولة لفعل شيء ما في اختبار لمعرفة ما يمكن ان يحدث.
- Please try to remember to post my letter
- I have tried being stern, but to no avail

#### الافعال المضاف إليها ing المسبوقة بالمضاف الية
لما لها من خصائص الاسم، والمضاف إليه هو المفضل لاسم أو ضمير السابق على الفعل المضاف لة ing
- We enjoyed their [genitive] singing

وهذا الاستخدام هو المفضل في الكتابة الرسمية. والهدف من تلك الحالة غالبا ما تستخدم في مكان تملكى، لا سيما في الحالات الطارئة:
- I do not see it making any difference

وفي بعض الحالات، إما أن يكون التملك أو الحالة الموضوعية منطقية:
- The teacher's shouting startled the student (Shouting هو فعل مضاف لة ing، و{teacher's} هو اسما تملكي. و The shouting هي موضوع الجملة
- The teacher shouting startled the student (Shouting هو النعت الذي يصف المعلم. وهذة الجملة تعنى  أن المدرس الذي كان يصرخ فاجأ الطلاب. في هذه الجملة الفاعل هو المعلم نفسة

أي من هذه الجمل يمكن أن تعني أن الطالب مندهش لأن المدرس كان يصرخ.
باستخدام هذه القضية يمكن أن يكون الهدف محرجا إذا الفعل المضاف الية ingمفرد لكن الاسم الآخر جمع. يمكن أن تبدو وكأنها مشكلة مع موضوع اتفاق الفعل للفاعل:
- The politicians' debating was interesting.

يمكن للمرء أن يقرر جعلها جمعا  بحيث debating يمكن أن تكون نعت.
- The politicians debating were interesting

### الفعل المضاف الية ing والنعوت الحالية
ما دام هناك تمييز بين الفعل المضاف الية ing والنعوت الحاضرة، فإنه عادة إلى حد ما واضح يكون الفعل المضاف الية ingأو النعت الذي هو الفاعل أو المفعول حرف الجر هو الفعل المضاف الية ing إذا كان يشير إلى أداء عمل ما (ولكن هذة النعوت يمكن أن تستخدم بشكل جوهري في إشارة إلى أداء عمل ما)، في حين أن واحدا يعدل من قبل الاسم أو اسما على الإطلاق هو النعت. المصدر الرئيسي للغموض محتمل عندما يتبع الفعل المضاف الية ing الفعل؛ ففي هذه الحالة، قد يكون من المشاهدة إما صفة أصلية (وفي هذه الحالة يكون هو النعت)، أو كمفعول مباشر أو المسند الاسمي (إما في من الحالات فهو فعل مضاف الية ing). في هذه الحالة، يمكن للتحولات القليلة المساعدة في تميزها. في الجدول التالى، يتم وضع علامة نجمية على الجمل الغير نحوية، في ممارسة لغوية مشتركة؛ تجدر الإشارة إلى أن التحولات تنتج جميع الأحكام النحوية مع معاني مماثلة عندما يطبق على الجمل مع الفعل المضاف الية ing إما الجمل الغير نحوية، أو الجمل ذات المعاني المختلفة تماما، عندما يطبق على الأحكام مع النعوت.
| التحول                             | استخدام الفعل المضاف الية ing      | استخدام النعت                  |
| ---------------------------------- | ---------------------------------- | ------------------------------ |
| (لا يوجد)                          | John suggested asking Bill         | John kept asking Bill          |
| البناء للمجهول                     | Asking Bill was suggested          | *Asking Bill was kept          |
| استبدال ضميري ذو علاقة بالضمير     | John suggested it                  | *John kept it                  |
| استخدام كاسم                       | John suggested the asking of Bill. | *John kept the asking of Bill  |
| استبدال برابط محدود                | John suggested that Bill be asked  | *John kept that Bill be asked  |
| استخدامها مع الهدف أو موضوع التملك | John suggested our asking Bill     | *John kept his asking Bill.    |
| Clefting                           | Asking Bill is what John suggested | *Asking Bill is what John kept |
| ترك التفكك                         | Asking Bill John suggested         | *Asking BillJohn kept.         |

أيا من هذه التحولات هو اختبار تام، ولكن.

### الفعل الإنجليزية المضاف الية ing مثل الكلمات في لغات أخرى
الكلمات الإنجليزية التي تنتهي بing غالبا ما تتحول إلى أشباه اصطلاح لغوي إنكليزي في اللغات الأخرى، حيث استخدامها يختلف بعض الشيء مما كان عليه في اللغة الإنجليزية نفسها. في كثير من هذه الحالات، استعارة الكلمات وظيفيا قد تصبح اسما بدلا من فعل مضاف الية ing. على سبيل المثال، camping  هو المخيم في البلغارية، الهولندية، الفرنسية واليونانية والإيطالية، الرومانية، الروسية، والإسبانية؛ باللغة البلغارية، والهولندية والبولندية والروسية parking وموقف للسيارات (وقوف السيارات في الإنجليزية البريطانية)؛ lifting هو عمليات تجميل في البلغارية والفرنسية والألمانية والإيطالية والبولندية والرومانية والإسبانية. الكلمة الفرنسية للشامبو هو (le) shampooing

## وصيغة الفعل المضاف الية ing في الثقافة الشعبية
في كتب مولسورث من جيفري ويليانس ورونالد سيرل، سيرل شملت سلسلة من الرسوم الكاريكاتيرية على الحياة الخاصة لصيغة الفعل المضاف الية ing، تهدف إلى محاكاة ساخرة للخيلاء اللغوية للمعلمين اللاتيني 'للسعي بعد الصحة النحوية الصارمة، والصعوبة التي يواجهها الطلاب في استيعاب البناء النحوى.
سمة قصص رينسيفيل لأوين جونسون مدرسا للغة اللاتينية الذي يطالب باستمرار طلابه سواء ما إذا كانت الكلمة صيغة الفعل المضاف الية ing، أو صيغة المصدر.